# Côte de la baie de Fundy
La côte de la baie de Fundy est une écorégion du cadre écologique canadien faisant partie de l'écozone maritime de l'Atlantique. Elle comprend une étroite bande de terrain située sur la baie de Fundy en Nouvelle-Écosse et au Nouveau-Brunswick.

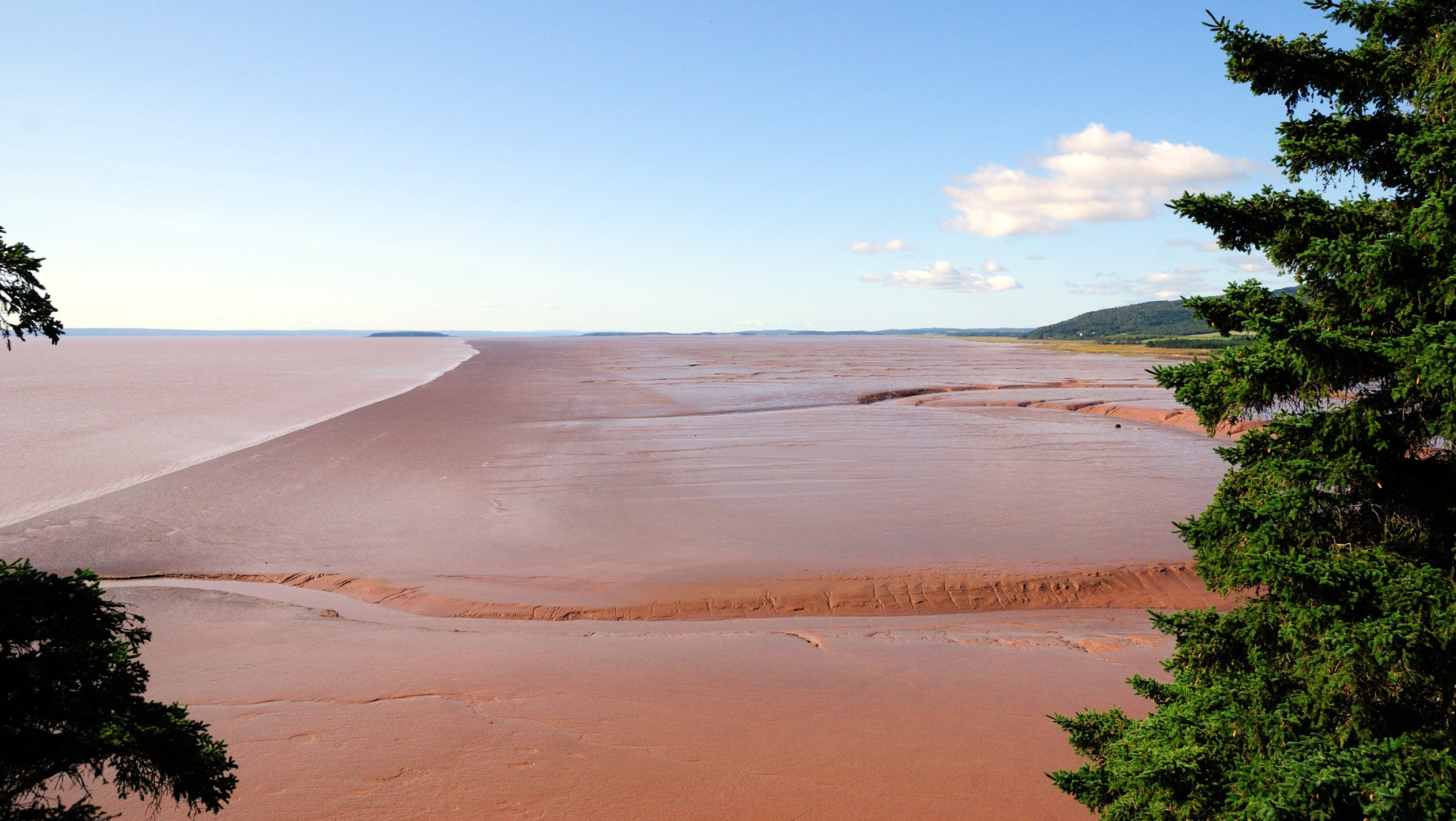
Côte de la baie de Fundy

## Flore
La forêt de l'écorégion est dominée par l'épinette rouge, le sapin baumier et l'érable rouge. 

## Aire protégée
Seules 2 % des terres de cette écorégion sont protégées. On y retrouve un site du patrimoine mondial, les falaises fossilifères de Joggins.